# Storia della letteratura latina (69 - 117)
Con letteratura latina del periodo 69 - 117 si intende un periodo della storia della letteratura latina il cui inizio è convenzionalmente fissato con la fine della guerra civile romana degli anni 68-69 e l'inizio della dinastia dei Flavi, e la cui fine è identificata con la morte dell'Imperatore Traiano, primo tra gli Imperatori adottivi (nel 117 d.C.). Faceva parte del cosiddetto periodo argenteo, chiamato anche imperiale.

## Contesto storico e caratteristiche letterarie
Il 20 dicembre del 69 le truppe di Antonio Primo entravano in Roma, impadronendosene e, dopo aver ucciso pubblicamente Vitellio, il giorno seguente, il Senato proclamò Vespasiano imperatore e console con il figlio Tito, mentre il secondogenito Domiziano veniva eletto pretore con potere consolare. Quando giunse a Roma, Gaio Licinio Muciano, il governatore della Siria, che aveva appoggiato il pronunciamento di Vespasiano, presentò alle truppe il figlio minore, Domiziano, come Cesare e reggente fino all'arrivo del padre, Vespasiano. Affidando la guerra in Giudea al figlio Tito, giunse finalmente a Roma nel 70. Immediatamente dedicò ogni sua energia a riparare i danni causati dalla guerra civile degli anni 68 e 69, che aveva visto la fine di una dinastia, quella giulio-claudia e l'inizio di una nuova, quella dei Flavi.
Questo fu un periodo di ricostruzione e buona amministrazione, contro gli sperperi dell'ultimo periodo neroniano. Se Vespasiano e Tito mantennero un certo rispetto formale verso le istituzioni ed il Senato, che però rinnovarono sostituendo buona parte dei vecchi membri con nuovi provenienti dalle province occidentali, Domiziano mirò ad instaurare un governo assolutistico, con l'imposizione della sua figura quale dominus et deus ("padrone e dio"). I Flavi, in particolare Domiziano, repressero ogni forma di contestazione degli intellettuali, anche nel campo della letteratura e della poesia, arrivando anche ad utilizzare l'esilio coatto, come accadde ai filosofi come Gaio Musonio Rufo e Dione Crisostomo. Se da un lato avevano cura di proteggere la cultura del periodo, dall'altro pretendevano ideali conformi e non pericolosi per l'autorità imperiale e l'ordine sociale. In questo periodo si ebbe la restaurazione di valori latini ed italici, quale reazione alla cultura ellenizzante degli ultimi anni del regno di Nerone. Si ritorna alla retorica moralistica ciceroniana o al poema epico tradizionale.
Se l'Imperatore Domiziano, perseguitò letterati e filosofi, il nuovo princeps Nerva (96-98) e poi il "figlio adottivo" Traiano (98-117), cercarono di evitare l'eccessivo autoritarismo del periodo precedente. Posero fine alle azioni persecutorie nei confronti dell'ordine senatorio ed a quelle delatorie che aveva messo in atto Domiziano. Rinunciarono ad essere adorati come dominus et deus; sostituirono il principio dinastico con quello dell'adozione del migliore, quale successore nella carica di Imperatore. Ciò si tradusse in una maggiore libertà di espressione per i letterati (libertas) e in una politica di maggior moralità. I due nuovi imperatori furono, infatti, esaltati da scrittori e poeti, che condannavano invece la tirannia di Domiziano e si accontentavano del nuovo corso riconoscendo nel nuovo princeps un'autorità maggiormente liberale, come è possibile riscontrare in Plinio il giovane nel suo Panegirico di Traiano o in Tacito nella prefazione della De vita et moribus Iulii Agricolae. In Tacito ed in Giovenale, entrambi di stirpe italica, emerge però un fattore pessimistico, che vedeva nel presente un'eccessiva ascesa al potere di classi sociali provinciali (lo stesso Traiano era di origine ispanica), resosi necessario per la struttura cosmopolita dell'Impero romano, a danno degli Italici e delle loro antiche tradizioni. I due letterati ritenevano che questo rimescolamento di valori e genti, avrebbe condotto ad una ben più grande crisi della moralità e della dignità romana, che poi si verificò nei secoli a venire, in particolare con il III secolo.

## Lingua
Il latino volgare include tutte le forme tipiche della lingua parlata che, quindi, proprio per tale natura erano più facilmente influenzabili da cambiamenti linguistici e da influssi derivati da altre lingue. La lingua latina sviluppatasi, cresciuta e diffusasi con Roma e la sua statalità nell'Impero, era divenuta col tempo la lingua di una minoranza elitaria, del ceto amministrativo mercantile e dei letterati, ben lontana dalla lingua parlata quotidianamente da tutte le genti a tutti i livelli sociali.
Diverse, infatti, erano le lingue dei popoli o volgo che restavano radicate a lingue o parlate preesistenti al latino e più o meno influenzate dalla lingua di Roma. Quindi la lingua latina, benché si fosse diffusa in tutto il territorio occupato da Roma subendo, e imponendo a sua volta, influenze secondo i territori, risultava essere più una lingua franca e, per certe genti, una lingua modello da imitare, un esempio di lingua culturalmente elevata. In Oriente, quindi, la presenza di una cultura greca molto forte fu ostacolo al radicarsi del latino, mentre in territori come la Gallia, la Dacia e l'Iberia la lingua latina influenzò significativamente le parlate locali.
Una distinzione tra latino letterario e latino volgare non è applicabile ai primi tre secoli di storia romana, quando le necessità della vita avevano forgiato una lingua non del tutto formalizzata dal punto di vista grammaticale. Si può infatti dire che i documenti latini più antichi riflettono molto da vicino o corrispondono del tutto alla lingua parlata all'epoca in cui furono redatti. Le prime opere letterarie in latino compaiono nella seconda metà del III secolo a.C. e riflettono un'importante evoluzione, effettiva sia sul piano lessicale sia sul piano grammaticale, che corrisponde all'espandersi dell'influenza di Roma.
I popoli vinti dai Romani appresero la lingua dei dominatori e questa si sovrappose alle parlate locali. Inversamente, il latino accolse elementi dialettali, italici e non, configurandosi come "latino volgare": la lingua parlata si contrappone così alla lingua scritta, depurata da forestierismi o da elementi dialettali, formalizzata sintatticamente e grammaticalmente, fornita di un lessico controllato.
Con sermo provincialis ("lingua degli abitanti delle province"), o anche sermo militaris ("gergo militare"), sermo vulgaris ("lingua volgare, del volgo") o sermo rusticus ("lingua rustica, campagnola, illetterata"), si indica comunemente il modo di riferirsi dei dotti latini alle parlate delle Province romane fino al II secolo d.C. Nelle Province, infatti, non si parlava il latino classico, ma un latino, differente da zona a zona, che aveva subito gli influssi particolari della regione in cui era stato importato. Tali modifiche agivano sia a livello fonetico (ad esempio, nelle aree in cui, prima dell'arrivo del latino, erano utilizzate lingue celtiche, era rimasta, anche una volta adottata la lingua di Roma, la presenza della U "turbata", ossia pronunciata come nel francese moderno o in alcune aree del Nord-Italia) che lessicale (per esempio, nelle parlate volgari si tende a servirsi di metafore concrete piuttosto che di vocaboli neutri: si usa testa, ossia "vaso di coccio a forma di testa umana", al posto del latino caput), ed erano sostanzialmente dovute al sostrato, appunto lo strato linguistico precedente al latino.

## Produzione

### Epistolografia
Nuovo ed importante genere letterario di questo periodo è l'epistolografia. Tra le epistole più celebri del periodo argenteo ricordiamo quelle di Plinio il Giovane. Si trattava di una corrispondenza letteraria (cioè scritta appositamente per la pubblicazione) che tentava di rispettare la varietas degli argomenti per non annoiare il lettore. I primi nove libri descrivono la vita quotidiana a Roma, mentre il decimo e ultimo contiene il carteggio tra Plinio (all'epoca governatore della Bitinia) e l'imperatore Traiano. Fra gli studiosi si è a lungo discusso sull'origine e sullo scopo di queste epistole. Oggi si tende a credere che la maggior parte delle lettere non siano un artificio letterario, ma che si tratti di lettere realmente spedite, frutto di un carteggio con amici e colleghi, talvolta scritte per occasioni particolari (come notizie, raccomandazioni, ecc.), altre volte per ragioni sociali (inviti, scambi di opinione, ecc.), oppure per ragioni descrittive (celeberrima è la cronaca dell'eruzione del Vesuvio del 79).

### Filosofia e politica
Plinio il Vecchio segue lo stoicismo, sebbene sia influenzato anche dall'epicureismo, dall'accademismo e dalla reviviscente scuola pitagorica. L'esistenza della divina provvidenza è dubbia, ma la credenza nella sua esistenza ed alla punizione dei reati è salubre; la virtù apparteneva alle divinità, cioè a quelli che somigliavano ad un dio facendo il bene per l'umanità, È opera maligna informarsi sul futuro e forzare la natura ricorrendo alle arti della magia, ma l'importanza dei prodigi e dei presagi non è trascurata. La visione che Plinio ha della vita è oscura: vede la razza umana immersa nella rovina e nella miseria.
Contro il lusso e la corruzione morale, si consegna a declamazioni così frequenti (come quelle di Seneca) che finiscono per stancare il lettore. La sua retorica fiorisce praticamente contro invenzioni utili (come l'arte della navigazione) in l'attesa del buon senso e del gusto. Con lo spirito d'orgoglio nazionale romano, forma l'ammirazione delle virtù che hanno condotto la repubblica alla sua dimensione.
Egli non dimentica i fatti storici sfavorevoli a Roma e, anche se onora i membri eminenti delle case romane distinte, è libero dalla parzialità eccessiva di Tito Livio per l'aristocrazia. Le classi agricole ed i vecchi signori della classe equestre (Cincinnato, Curio Dentato, Serrano e Catone il Vecchio) sono per lui i pilastri dello Stato romano e si deplora amaramente del declino dell'agricoltura in Italia. Inoltre, preferisce seguire gli autori pre-augustiani; tuttavia vede il potere imperiale come indispensabile al governo dello Stato e saluta il salutaris exortus di Vespasiano.

### Oratoria e retorica

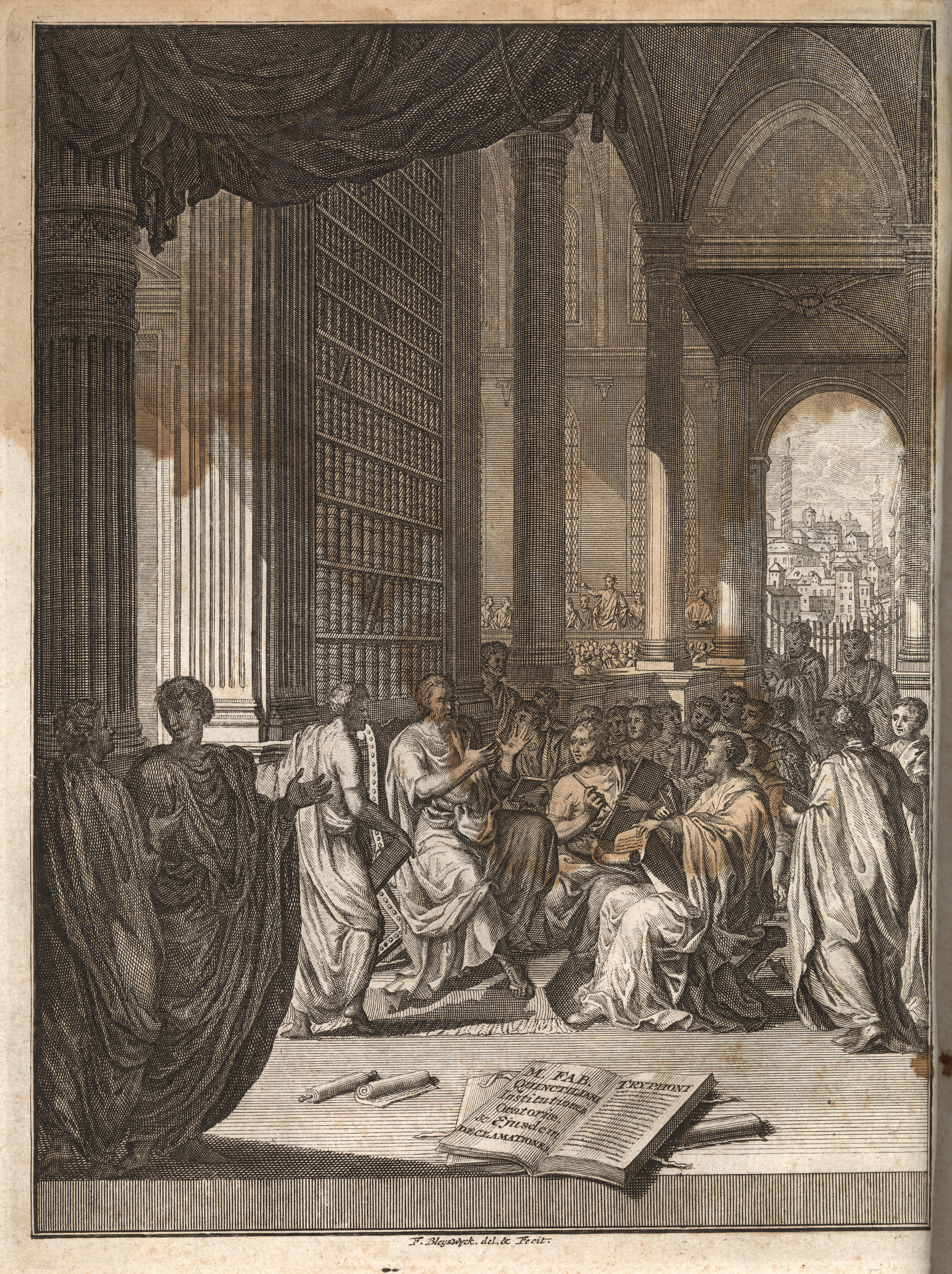
Frontespizio di un'edizione del 1720 dellInstitutio oratoria di Marco Fabio Quintiliano.

Con il passaggio dalla Repubblica all'Impero, la retorica perse la sua funzione politica, e progressivamente diminuì d'importanza, pur rimanendo materia di studio (tuttavia, gli argomenti delle suasorie e controversie su cui gli allievi si esercitavano erano perlopiù staccate dalla realtà). Proprio nei primi anni dell'Impero (I secolo d.C.) vive e opera il già ricordato Marco Fabio Quintiliano, retore tra i più celebri e precettore dei nipoti dell'imperatore Domiziano. Quintiliano teorizzò nella sua Institutio il percorso formativo che doveva seguire un giovane per poter diventare un buon oratore ed essere quindi – secondo la formula di Catone il Censore - vir bonus dicendi peritus. Posto anch'egli di fronte alla spinosa questione del rapporto tra filosofia e retorica, Quintiliano piega verso l'eloquenza, l'unica in grado di formare cittadini onesti e moralmente saldi. Inoltre, seppur di primaria importanza, il trattato non si esaurisce nell'analisi degli aspetti pedagogici, ma sviluppa anche una serie di considerazioni sulla tecnica e la composizione: la classificazione dei generi del discorso, le cinque fasi della composizione (inventio, dispositio, elocutio, memoria, actio), le caratteristiche morali e culturali che deve avere un buon oratore (con esplicito riferimento a molti altri autori, da prendere a modello), il rapporto che il retore deve intrattenere con i politici.
Diversamente da Seneca il Vecchio e da Tacito, che misero in relazione la decadenza dell'oratoria con il più generale declino della società romana, Quintiliano attribuiva la crisi dell'oratoria del suo tempo, in primis alla carenza di buoni insegnanti, poi al nuovo stile che era prevalso nelle scuole di retorica, e che egli vedeva rappresentato soprattutto da Seneca, e infine alla moda delle declamazioni (principale esercizio pratico di preparazione all'attività pubblica oratoria) impostasi nei decenni precedenti. Quintiliano non era ostile alle declamazioni in quanto tali, ammettendone l'utilità quale esercitazione oratoria, ma era contrario alla centralità che esse avevano assunto nelle scuole di retorica dell'epoca.
Pur nella nuova situazione politica, in un impero unitario e pacificato, Quintiliano ripropone così il modello di oratore di età repubblicana, di stampo catoniano-ciceroniano. È nel recupero dell'oratoria per un nuovo spazio di missione civile il vero scopo di Quintiliano, in cui si risolve la problematica dei rapporti fra oratore e principe tracciata nel XII libro e tacciata, dalla critica, di servilismo dimenticando, a tal proposito, che egli doveva effettivamente molto alla dinastia Flavia (in particolare a Domiziano, addirittura osannato come sommo poeta) e la sua appartenenza era legata ai "provinciali" che avevano un vero e proprio culto per l'imperatore, simbolo per loro dell'ordine e del benessere. L'oratore perfetto doveva avere, secondo Quintiliano, una conoscenza a dir poco "enciclopedica" (dalla filosofia, a scienza, diritto, storia, ecc.), ma soprattutto doveva essere un uomo onesto, "optima sentiens optimeque dicens", o - come disse già Catone - "vir bonus dicendi peritus". Tuttavia, nel predicare questo ritorno a Cicerone, Quintiliano non si rendeva conto che ciò esigeva anche il ritorno alle condizioni di libertà politica di quel tempo: in ciò sta il segno più evidente del carattere antistorico (se non "utopistico") del classicismo da lui vagheggiato.

### Panegirico
Altra forma di oratoria che cominciò a farsi strada a partire da Traiano, fu quella del panegirico, il primo dei quali fu composto da Plinio il Giovane e indirizzato all'Imperatore Traiano. Si trattava di discorsi elogiativi rivolti agli imperatori da parte degli oratori e commissionati spesso da comunità che richiedevano all'imperatore degli interventi: sebbene il carattere propagandistico sia ovviamente preponderante, le scelte degli attributi imperiali da elogiare erano però dettate dallo scopo di convincere sia l'imperatore che gli altri ascoltatori a concordare sulla scala di valori proposta da chi commissionava il panegirico. Questo genere letterario ebbe poi grande successo nel IV secolo (Panegyrici Latini). Per gli studiosi moderni, inoltre, i panegirici sono preziose fonti di informazione sulle politiche imperiali e sulle biografie dei sovrani, spesso si trattava delle sole fonti.
Riguardo poi al Panegirico di Plinio, trattasi dell'unica delle orazioni pervenuteci di questo scrittore latino. In essa, Plinio raccomanda ai futuri imperatori di seguire l'esempio di Traiano per agire in concordia con il Senato e il ceto equestre per il bene dell'impero. Traiano infatti viene da Plinio definito "Optimus Princeps" (anche per aver reintrodotto la libertà di parola e di pensiero a differenza di quanto aveva fatto in passato Domiziano). Non ci sono pervenute altre orazioni di Plinio il Giovane: sappiamo però che i suoi discorsi pronunciati in tribunale ed al Senato furono tali da essere accostati a quelli dell'amico fraterno Publio Cornelio Tacito.

### Poesia

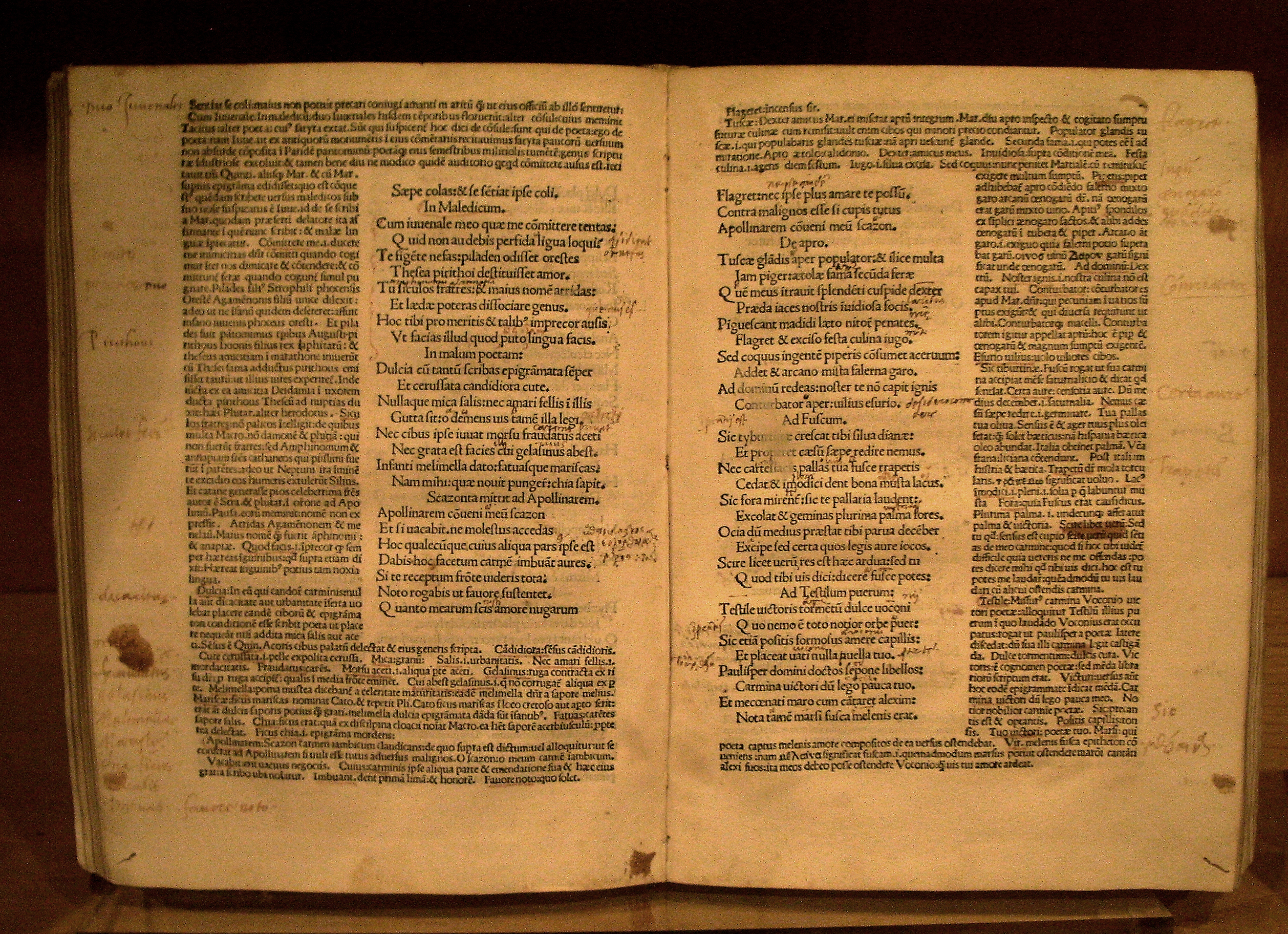
Epigrammi di Marco Valerio Marziale da un'edizione 1490.

Con Marco Valerio Marziale si ha l'affermazione dell'epigramma come strumento letterario. Prima di lui l'epigramma, risalente all'età greca arcaica, aveva una funzione essenzialmente commemorativa e veniva usato per ricordare positivamente una cosa o una persona (ed infatti la parola "epigramma" deriva dal greco e significa "iscrizione"). Grazie alla sua opera invece, pur conservando la sua brevità, Marziale si occupò di nuove tematiche temi quali la parodia, la satira, la politica e l'erotismo. Dal punto di vista stilistico egli contrapponeva la mobilità dell'epigramma sia al genere epico, sia alla tragedia greca, che con i loro temi illustri e "pesanti" si tenevano lontani dalla realtà quotidiana. Costante è infatti nei suoi versi la polemica letteraria, spesso usata per difendersi da chi considerava il genere epigrammatico di scarso valore artistico, ma anche da coloro che gli rimproveravano di essere aggressivo o osceno. La lingua da lui usata risulta colloquiale e quotidiana. Il suo costante realismo gli permette però di sviluppare un linguaggio ricco facendo passare nella letteratura molti termini e locuzioni che non avevano mai trovato posto prima. Riesce, infine, a dimostrare grande duttilità nell'alternare frasi eleganti e ricercate a frasi sconce e spesso vernacolari.
Il Liber de spectaculis, pubblicato nell'80, rappresenta la prima raccolta di epigrammi di cui abbiamo notizie (nessun epigramma giunto fino a noi sembra essere precedente a questa data). La raccolta contiene epigrammi in distici elegiaci che descrivono i vari spettacoli offerti al pubblico in occasione dell'inaugurazione del Colosseo ad opera dell'imperatore Tito, figlio di Vespasiano. Ovunque nella sua opera, l'autore mette in luce la sua insofferenza verso la vita da cliente, che vive come una vera e propria mortificazione, in contrasto con le aspirazioni e i sogni della sua vita. Ciò che prevale, comunque, è l'aspetto comico-satirico, spesso reso dal fulmen in clausula, o in cauda venenum (in italiano stoccata finale), ovvero la tendenza a concentrare gli elementi comici e pungenti nella chiusa dei componimenti, terminati con una battuta inaspettata. Tale tecnica è lo strumento privilegiato della sua poesia: il senso stesso e lo spirito di moltissimi componimenti sono da ricercare nel finale dell'epigramma. Marziale dimostra di riuscire sempre a cogliere la comicità che si annida nelle situazioni reali, specie nei vizi e nei difetti umani. È così che si delineano nei suoi versi molte tipologie di umanità: dal pervertito al finto ricco, dalla lussuriosa all'ubriacona e così via. Non mancano però esempi di elevata delicatezza e lirismo: è il caso della poesia funebre (non molto frequente) che ci permette di scoprire un Marziale insolitamente delicato e raffinato. Di grande originalità si rivelano i componimenti caratterizzati dalla commistione di elementi di comicità a motivi funebri.
Con riferimento invece alla poesia di Publio Papinio Stazio, quest'ultimo dimostra una buona conoscenza della tragedia greca (Eschilo) e forse anche di alcuni poemi ciclici (Antimaco di Colofone) o di loro riassunti. Talora, oltre che l'Omero mediato da Virgilio) appaiono anche modelli più insoliti, Euripide, Apollonio Rodio, persino Callimaco (e gli alessandrini in genere). Lo stile narrativo e la metrica risentono della lezione tecnica di Ovidio, mentre la sua immagine del mondo dell'influsso di Seneca, da cui mutua anche, volendo, il gusto dell'orrido e la tendenza al patetico (caratteristiche comunque comuni alla letteratura del tempo). Nel contrasto tra fedeltà alla tradizione virgiliana e le inquietudini modernizzanti, sta il vero centro dell'ispirazione epica di Stazio. Tuttavia, nonostante tale costellazione di influssi, e nonostante l'abbondanza di episodi minuti e di "miniature" sentimentali o pittoresche, l'opera non manca di unità. Il difetto tipico sono piuttosto gli ossessivi "corsi e ricorsi" a motivi e atmosfere: tutta la storia risulta, ad esempio, dominata da una ferrea "necessità universale" (la cui funzione è enfatizzata in un apparato divino come detto tipicamente virgiliano), che appiattisce le cose, gli uomini e le stesse divinità (è qui che Stazio si avvicina invece più a Lucano).
Nelle Silvae il metro prevalente, utilizzato da Stazio, è l'esametro. Dei 32 componimenti solo quattro sono in endecasillabi faleci, uno è un'ode saffica e un altro è un'ode alcaica. Il titolo Silvae allude alla varietà dei contenuti della raccolta ("materiale vario"), e anche al loro stato di "abbozzo", di poesia composta con rapidità e quasi improvvisando ("materiale grezzo"). Tra le poesie contenute nelle Silvae si trovano, epicedi, epitalami, encomi, genetliaci, poesie di ringraziamento, descrizioni, per lo più collocate in contesti encomiastici, oltre a carmi di argomento autobiografico.
Altro esempio di poetica del periodo sono i Punica di Silio Italico, il più lungo poema della letteratura latina che ci sia pervenuto, concepito quale continuazione ed esplicazione dell'Eneide virgiliana. I libri raccontano la seconda guerra punica dalla spedizione di Annibale in Spagna al trionfo di Scipione dopo Zama. La disposizione annalistica testimonia la sua volontà di ricollegarsi alla terza decade di Livio, ne recupera la cornice architettonica del modello, collocando dopo il proemio il ritratto di Annibale e chiude, come Livio, con l'immagine del trionfo di Scipione. L'opera si inserisce nel filone della letteratura patriottica romana. L'opera risulta frammentaria poiché dà più importanza ai particolari piuttosto che non all'unità dell'opera stessa. Quindi, lo scritto di Silio Italico è importante per la quantità di informazioni storiche e mitologiche piuttosto che per la sua poesia.

### Satira
Con i Flavi e Traiano, l'autore più rappresentativo della satira latina fu Giovenale, il quale considerò questa forma letteraria come l'unica forma letteraria in grado di denunciare al meglio l'abiezione dell'umanità a lui contemporanea. Egli, però, non credeva che la sua arte potesse influire sul comportamento degli uomini poiché, a suo dire, l'immoralità e la corruzione erano insite nell'animo umano. Negli ultimi anni della sua vita il poeta rinunciò espressamente all'indignazione ed assunse un atteggiamento più distaccato, mirante all'apatia, all'indifferenza, forse allo stoicismo, riavvicinandosi a quella tradizione satirica da cui in giovane età si era drasticamente allontanato. Le riflessioni e le osservazioni, un tempo dirette ed esplicite, divennero generali e più astratte, oltreché più pacate. Ma la natura precedente del poeta non andò distrutta completamente e tra le righe, magari dopo interpretazioni più complesse, si può ancora leggere la rabbia di sempre. Si parla di un "Giovenale democriteo", per designare il Giovenale degli ultimi anni, lontano dall'indignatio iniziale. A Giovenale, infine, si deve poi la famosa frase critica panem et circenses, per definire l'azione politica di singoli o gruppi di potere, volta ad attrarre e mantenere il consenso popolare mediante l'organizzazione di attività ludiche collettive, o ancor più specificatamente a distogliere l'attenzione dei cittadini dalla vita politica in modo da lasciarla solo alle élite.
panem et circenses»
pane e i giochi circensi»

### Storiografia

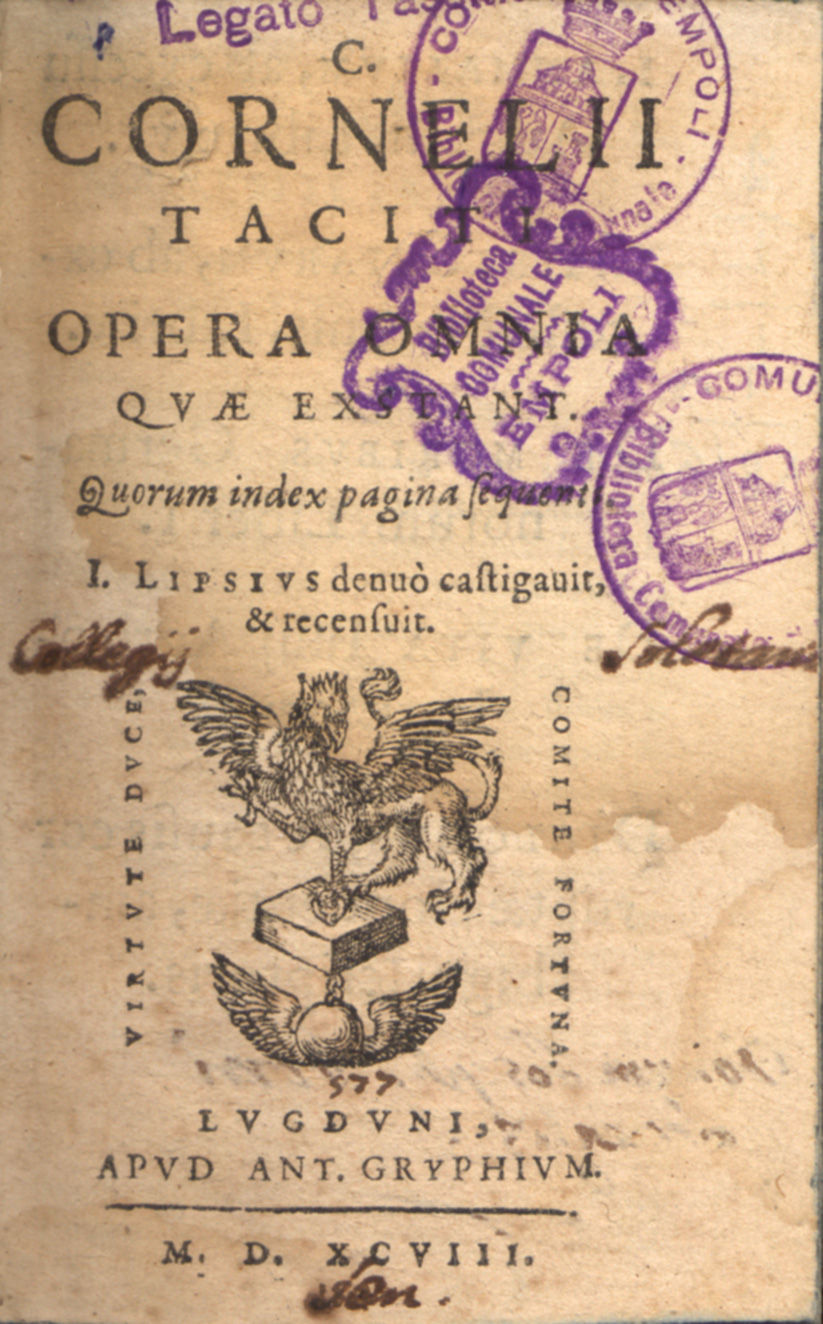
Frontespizio delle Storie di Tacito, da un'edizione del 1598

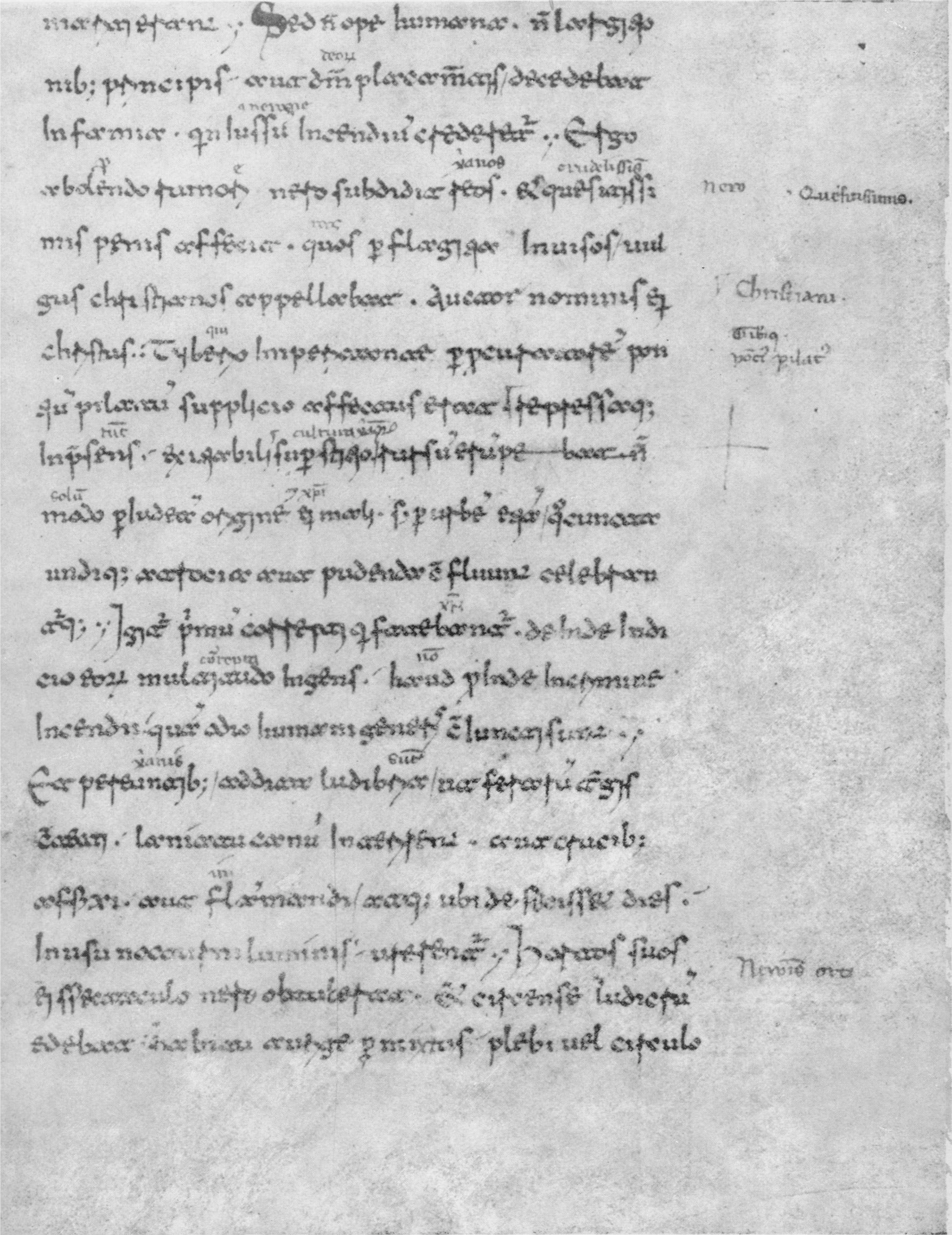
Annales di Tacito, XV, 44.

La storiografia latina conobbe grande successo con autori come Tacito. Essa rientrava nel genere encomiastico, nel senso che, narrando le conquiste territoriali fatte dai romani nei secoli e nei decenni precedenti, si esaltava la grandezza di Roma. Ciò non significa però che gli storiografi latini non criticassero talvolta per il loro atteggiamento i Romani e i loro imperatori, soprattutto i tiranni. Il metodo storiografico di Tacito deriva esplicitamente dagli esempi della tradizione storiografica precedente, in particolare da Gaio Sallustio Crispo. Celebre è l'affermazione dello stesso Tacito sul proprio metodo storiografico:
(Publio Cornelio Tacito, Annales, I, 1.)
Attraverso i suoi scritti, Tacito sembra primariamente interessarsi alla distribuzione del potere tra il Senato Romano e gli imperatori. Tutti i suoi scritti sono pieni di aneddoti di corruzione e di tirannia fra le classi di governo a Roma, dal momento che esse avevano fallito nel riassesto del nuovo regime imperiale. Gettarono via le loro tanto amate tradizioni culturali di libertà di parola e di rispetto reciproco quando iniziarono a cedere a loro stessi pur di far piacere all'imperatore, spesso inetto (e quasi mai benevolo). Un altro importante tema ricorrente è l'importanza, per un imperatore, di avere simpatie nell'esercito per salire al comando (e rimanerci). Tacito trascorse la maggior parte della sua carriera politica sotto l'imperatore Domiziano; la sua amara ed ironica riflessione politica può essere spiegata dalla sua esperienza della tirannia, della corruzione e della decadenza tipica del suo periodo (81-96). Tacito mise in guardia dai pericoli derivanti da un potere poco comprensibile ai più, da un amore per il potere non temprato da principi e dalla generale apatia e corruzione del popolo, problemi sorti a causa della ricchezza dell'impero che ha permesso la nascita di questi aspetti negativi. Una caratteristica di Tacito è quella di non schierarsi in maniera definitiva, a favore o contro le persone che descrive, lasciando ai posteri la possibilità di interpretare le sue opere come una difesa del sistema imperiale o come un suo rifiuto.

### Trattati tecnico-scientifici
Un autore di questo periodo, Sesto Giulio Frontino, si occupò attraverso le sue opere alla compilazione di trattati tecnico-scientifici di natura idraulica, come quello il cui titolo era De aquaeductu urbis Romae, e militari come lo Strategemata (Stratagemmi militari) o il De re militari (opera perduta). L'opera sull'approvvigionamento di Roma contiene notizie storiche, tecniche, amministrativo-legislative e topografiche sui nove acquedotti esistenti all'epoca, visti come elemento di grandezza dell'Impero Romano e paragonati, per la loro magnificenza, alle piramidi o alle migliori opere architettoniche greche. L'opera sugli stratagemmi militari effettuava una serie di exempla (esempi) di stratagemmi riusciti, illustrando anche delle regole della scienza militare. E se nel primo libro si tratta di preparazione al combattimento, nel secondo di combattimento vero e proprio e della pace. Nel terzo si trattava degli episodi celebri legati all'assedio di città e nel quarto alle tattiche di celebri generali.

## Principali autori del periodo

### Decimo Giunio Giovenale
|  |  |

Decimo Giunio Giovenale (55/60 – dopo il 127), fu poeta e retore romano. Le notizie sulla sua vita sono poche e incerte, ricavabili dai rari cenni autobiografici presenti nelle sue sedici Satire e da alcuni epigrammi a lui dedicati dall'amico e collega Marco Valerio Marziale. Giovenale nacque ad Aquino, nel Lazio meridionale, da una famiglia benestante che gli permise di ricevere una buona educazione retorica. Intorno ai trent'anni cominciò forse ad esercitare la professione di avvocato, dalla quale però non ebbe i guadagni sperati e ciò lo convinse a dedicarsi alla scrittura, alla quale arrivò in età matura. Visse all'ombra di uomini potenti, nella scomoda posizione di cliente, privo di libertà politica e di autonomia economica. È probabilmente questa la causa del pessimismo che pervade le sue satire e dell'eterno rimpianto dei tempi antichi. Scrisse fino all'avvento dell'imperatore Adriano, morendo dopo il 127, ultimo termine cronologico ricavabile dai suoi componimenti.
Giovenale considerò la satira indignata come l'unica forma letteraria in grado di denunciare al meglio l'abiezione dell'umanità a lui contemporanea. L'intento moralistico (così come in Persio) è una delle componenti più importanti della poetica di Giovenale, così come l'astio sociale: a suo dire, non ci sono più le condizioni sociali che possano portare alla ribalta grandi letterati come Mecenate, Virgilio ed Orazio del periodo augusteo, poiché il poeta, nella Roma dei suoi tempi, è bistrattato e spesso vive in condizioni di estrema povertà tanto che spesso è la miseria che lo ispira. Giovenale idealizzò il passato, quando il governo era caratterizzato da una sana moralità "agricola". Questa utopica fuga dal presente rappresenta l'implicita ammissione della frustrante impotenza di Giovenale, dato che nemmeno lui fu in grado di "muovere le coscienze".
Bersaglio privilegiato delle satire di Giovenale furono le donne, in particolare quelle emancipate e libere, che per il loro disinvolto muoversi nella vita sociale personificavano agli occhi del poeta lo scempio stesso del pudore. Quelli che egli considerava i vizi e le immoralità dell'universo femminile gli ispirarono la satira VI, la più lunga, che rappresentò uno dei più feroci documenti di misoginismo di tutti i tempi, dove campeggia la cupa grandezza di Messalina, definita Augusta meretrix ovvero "prostituta imperiale". Messalina viene presentata appunto come un'entità dalla doppia vita: non appena suo marito Claudio si addormentava, ne approfitta per prostituirsi in un lupanare fino all'alba, "lassata viris necdum satiata" (stanca di tanti, ma non soddisfatta). Le descrizioni dei comportamenti delle matrone romane da parte di Giovenale sono infatti spesso aspre e crude. Si contano avvelenamenti, omicidi premeditati di eredi, sebbene talvolta si tratti dei propri figli, superstizioni superficiali, maltrattamenti estremi della servitù nel segno di frustate e volontà di crocifiggere chi abbia commesso il minimo errore, e ovviamente tradimenti e leggerezze morali imperdonabili agli occhi di Giovenale. Significativa questa frase pronunciata da una matrona come riassuntiva di quanto esposto: "O demens, ita servus homo est?" ("Oh stupido, così schiavo è l'uomo?").
Altro bersaglio di Giovenale fu l'omosessualità, che si traduce per lui e per il mondo cui apparteneva, in una fatidica bolla d'infamia (si veda a questo proposito la Lex Scantinia). Giovenale conosce e distingue due diversi tipi di "omosessualità":
- quella che per natura proprio non può dissimulare la sua condizione (quindi perdonato e tollerato, poiché è il suo destino e non certo una colpa);
- e quella che per ipocrisia si nasconde di giorno pontificando rabbiosamente sulla corruzione degli antichi costumi romani, per poi sfogarsi di notte lontano da occhi indiscreti.

Entrambi questi tipi vengono condannati da Giovenale, ma il secondo in modo particolare, per essersi reso ancora più odioso dall'alto del suo piedistallo di falso censore. Il disprezzo per le convenzioni è bilanciato da una mitizzazione pressoché integrale del passato, secondo il tipico topos della perduta età dell'oro, quella dei popoli latini, di pastori e agricoltori non ancora contaminati dai costumi orientali. Giovenale contrappone l'omosessuale molle, urbano e raffinato, al ruvido e pio contadino repubblicano, in cui si concentrano, per contrasto, tutte le qualità di una civiltà guerriera gloriosa e perduta, al punto che nella seconda satira Giovenale dice espressamente, riferendosi alle unioni tra omosessuali:
(Giovenale, Satira II, vv 135-136.)
Il disprezzo per gli omosessuali si spinse in Giovenale al punto di coinvolgere lo stesso imperatore Adriano, per via del quale si suppone sia stato esiliato in Egitto al termine della sua vita: avrebbe infatti osato prendersi gioco della relazione tra l'imperatore e l'amante Antinoo, notizia a noi pervenuta grazie ad un anonimo biografo del VI secolo.

### Marco Valerio Marziale

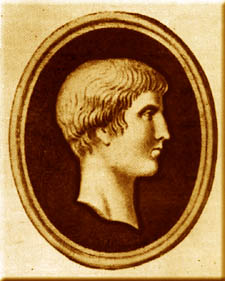
Profilo di Marco Valerio Marziale.

Marco Valerio Marziale (38/41 - 104) fu un poeta romano, comunemente ritenuto il più importante epigrammista in lingua latina. Nacque a Bilbilis, una cittadina della Hispania Tarraconensis e che ebbe la sua prima educazione a Tarraco (Tarragona), sotto la guida di grammatici e retori. Nel 64 si recò a Roma, sperando di farvi fortuna come era accaduto ad altri letterati provinciali quali Seneca, Lucano, Quintiliano. Nella capitale imperiale accettò di essere al servizio di qualche ricco patrono romano, diventandone suo cliente, ricevendo in cambio la sportula (donativo in cibo o danaro). Nell'80, in occasione dei giochi inaugurali dell'Anfiteatro Flavio, Marziale pubblicò il primo libro di epigrammi chiamato Liber de spectaculis ("Sugli spettacoli") che gli procurò fama e lodi. Grazie a questo primo successo ebbe in dono dall'imperatore Tito lo ius trium liberorum, che comportava una serie di privilegi per i cittadini che avessero almeno tre figli, nonostante - a quanto pare - il poeta non fosse nemmeno sposato. Il successore di Tito, Domiziano, confermò i privilegi concessi dal fratello. Verso l'anno 84 o 85 comparvero altri due libri di epigrammi: "Xenia" (doni per gli ospiti) e Apophoreta (doni da portar via alla fine di un banchetto), composti esclusivamente di mono distici elegiaci.
L'accoglienza di tali libri deluse le aspettative del poeta che si ritirò per alcuni mesi a Forum Cornelii (Imola), ospite di un potente amico. Lì pubblicò il suo terzo libro, ma tornatagli la nostalgia dell'ambiente variopinto e multiforme romano, fonte di ispirazione della sua poesia, fece ritorno nella capitale. Dopo l'assassinio di Domiziano nel 96, sotto i principati di Nerva e Traiano, si instaurò a Roma un clima morale austero. Marziale tentò di ingraziarsi i nuovi governanti, ma i suoi epigrammi mal si conciliavano con il nuovo orientamento imperiale. Inoltre probabilmente egli era ormai troppo noto per i suoi passati rapporti con l'odiato predecessore di Nerva. Nel 98, infine, compì il viaggio di ritorno alla città natia dove morì nel 104. Tra il 90 e il 102 pubblicò complessivamente altri otto libri di epigrammi.

### Plinio il Vecchio

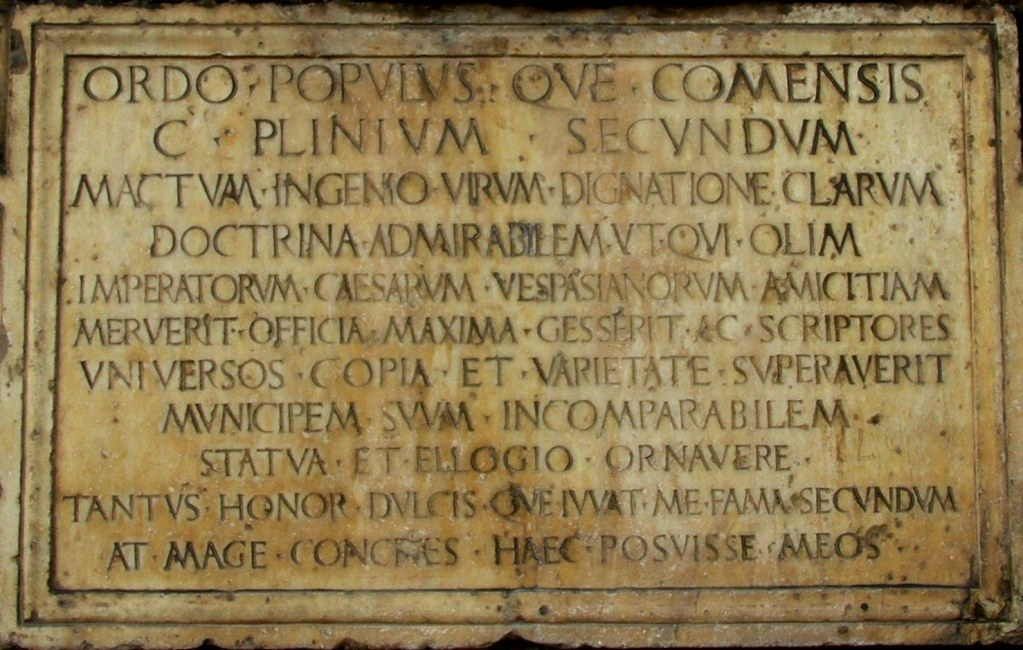
Targa in onore di Plinio il Vecchio, posta sulla facciata della Cattedrale di Como.

Gaio Plinio Secondo (conosciuto come Plinio il Vecchio, 23-79 d.C.), cronista dell'epoca, fu devotissimo suddito imperiale. Ricoprì numerose cariche amministrative da Claudio a Vespasiano, a cui fu molto legato. Mentre era comandante della flotta tirrenica di stanza a Miseno (Praefectus classis Misenis), morì tra le esalazioni sulfuree dell'eruzione vulcanica del Vesuvio che distrusse Stabia, Ercolano e Pompei, mentre cercava di osservare il fenomeno vulcanico più da vicino. Per questo venne riconosciuto come primo vulcanologo della storia. In suo onore viene usato il termine di eruzione pliniana per definire una forte eruzione esplosiva, simile appunto a quella del Vesuvio in cui perse la vita.
La Naturalis historia, che conta 37 volumi, è il solo lavoro di Plinio il Vecchio che ci sia pervenuto. L'opera rappresentò il punto di riferimento in materia di conoscenze scientifiche e tecniche per tutto il Rinascimento e anche oltre. Plinio vi registrò, infatti, tutto il sapere della sua epoca (si parla di 500 autori consultati dallo stesso autore) su argomenti molto diversi, quali le scienze naturali, astronomia, antropologia, geografia, botanica, medicina, architettura, psicologia, metallurgia e mineralogia. Si tratta di un'opera disorganica, che risente della fretta di chi legge e registra tutto quanto va apprendendo, oltre allo sforzo di dover mettere ordine nell'immensa materia. Sebbene non si possa chiedere all'autore originalità ed esattezza scientifica, si deve riconoscere l'altissimo valore antiquario e documentario dell'opera, e l'enciclopedismo pratico dell'autore, spesso soffermatosi in credenze superstiziose e gusto del fantastico. Non mancano, inoltre, informazioni errate o dati "gonfiati", ad esempio nella descrizione del teatro di Pompeo e di quelli di Curione e Scauro.

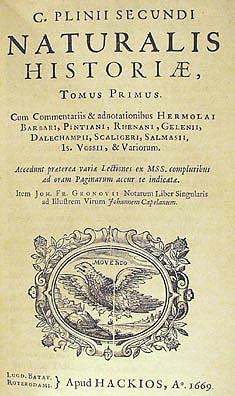
Frontespizio della Naturalis historia.

L'elenco completo delle opere di Plinio ci è fornito, invece, dal suo stesso nipote:
- De iaculatione equestri, libro sull'arte di tirare stando a cavallo, frutto della sua esperienza di ufficiale di cavalleria.
- De vita Pomponii Secundi, due libri sulla vita di Pomponio Secondo, poeta tragico a cui era legato da amicizia.
- Bella Germaniae, venti libri sulle guerre di Germania, che servirono a Tacito per i suoi Annales.
- Studiosus, tre libri sulla formazione dell'oratore tramite lo studio dell'eloquenza.
- Dubius sermo, otto libri sui problemi di lingua e grammatica che presentavano oscillazioni ed incertezze nell'uso, tenute in gran conto dai grammatici posteriori.
- A fine Aufidii Bassi, trentuno libri di storia che riprendevano la narrazione dove aveva concluso Aufidio Basso, ovvero dalla morte dell'imperatore Claudio.
- Naturalis historia, che formava un'opera enciclopedica di larghissimo respiro, l'unica rimastaci per intero.

Nella sua Naturalis Historia, Plinio cita grammatici e retori come Quinto Remmio Palemone ed Arellio Fusco, essendone certamente loro seguace. A Roma studiò botanica attraverso l'opera di Antonio Castore, l'arte topiaria e le vecchie piante di loto che un tempo erano appartenute a Marco Licinio Crasso. Poté anche contemplare la vasta struttura costruita da Nerone della Domus Aurea ed assistette probabilmente al trionfo di Claudio sui Britanni nel 44. Sotto l'influenza di Lucio Anneo Seneca, diventò uno studente appassionato di filosofia e di retorica, iniziando ad esercitare la professione di avvocato. Come molti letterati e persone di cultura della prima età imperiale, Plinio segue lo stoicismo, pur essendo influenzato anche dall'epicureismo, dall'accademismo e dalla reviviscente scuola pitagorica. Ma la sua visione della natura, degli dèi e dell'umanità, resta principalmente di matrice stoica, sebbene vi siano contraddizioni in quello che scrive, trascrivendo da dottrine in contraddizione tra loro. Secondo lui, è la debolezza dell'umanità che chiude la divinità sotto forme umane falsate dai difetti e dai vizi. La divinità è reale: è il cuore del mondo eterno, che dispensa la sua beneficenza sulla Terra, sul sole e le stelle. Il Perelli di Plinio dice che mancava, però, di profondità e spirito critico nella sua maggiore opera, risultando propenso a descrivere il fatto curioso o leggendario, il particolare erudito che desta meraviglia.

### Marco Fabio Quintiliano

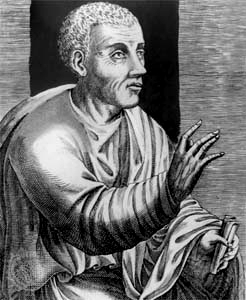
Ritratto di Marco Fabio Quintiliano.

Marco Fabio Quintiliano (35/40 – 96) fu un oratore romano e maestro di retorica stipendiato dal fiscus imperiale.
Nato a Calagurris Iulia Nasica nella Hispania Tarraconensis  si trasferì in tenera età a Roma dove poté seguire lezioni di Remmio Palèmone e di Servilio Nonanio. Inoltre poté conoscere e quindi ascoltare il retore Domizio Afro, e Seneca. Terminati gli studi, tornò in Spagna, dove rimase fino al 68, esercitando la professione di maestro di retorica. In seguito fece ritorno a Roma insieme a Sulpicio Galba che in quel medesimo anno divenne imperatore. Qui esercitò probabilmente l'avvocatura e continuò la sua attività di maestro di retorica, con tanto successo che nel 78 Vespasiano gli affidò la prima cattedra di retorica, dandogli un concreto riconoscimento all'importanza che questa disciplina aveva nella formazione della gioventù e della futura "classe dirigente". Dopo vent'anni d'insegnamento, abbandonò l'incarico e si dedicò, prima alla stesura di un dialogo, in cui espose la propria posizione sulla crescente corruzione nell'arte dell'eloquenza (De causis corruptae eloquentiae; operò perduta), poi dell'opera più importante della sua vita, l'Institutio oratoria. Fra i suoi numerosi allievi, ebbe Plinio il Giovane e forse lo stesso Tacito. Domiziano lo incaricò nel 94 dell'educazione dei suoi nipoti, cosa che gli valse il consolato. Morì nel 96 d.C. o poco dopo.
L'opera principale di Quintiliano fu l'Institutio oratoria (opera in 12 libri a noi pervenuta integralmente), dove delineava un programma complessivo di formazione culturale e morale, scolastica ed intellettuale, che il futuro oratore deve seguire scrupolosamente, dall'infanzia fino al momento in cui avrà acquistato qualità e mezzi per affrontare un uditorio (il termine "institutio" sta ad indicare propriamente: "insegnamento, educazione, istruzione, pedagogia", confrontabile col termine greco di "paidèia"): e ciò, in risposta alla corruzione contemporanea dell'eloquenza, che Quintiliano vede in termini moralistici, e per la quale individua come rimedi il risanamento dei costumi e la rifondazione delle scuole. Ma, soprattutto, propugnò il criterio del ritorno all'antico, alle fonti della grande eloquenza romana, i cui onesti principi erano stati sanciti dall'oratoria di Catone e la cui perfezione era stata toccata da Cicerone.
Le fonti dell'opera furono, quasi certamente, la "Retorica" d'Aristotele e proprio gli scritti retorici dell'Arpinate, anche se, a differenza di quest'ultimo, egli intende formare non tanto l'uomo di stato, guida del popolo, ma semplicemente e principalmente l'"uomo". Di conseguenza, mentre le analisi di Cicerone s'incentravano sull'ambito strettamente letterario e larvatamente "politico", Quintiliano affronta le varie questioni con un'ampiezza tale di orizzonti culturali e di motivazioni "pedagogiche" da proporsi decisamente come un unicum nella storia letteraria latina.

### Publio Papinio Stazio
Publio Papinio Stazio (40 – 96) fu poeta latino della seconda metà del I secolo. Figlio di un maestro di retorica, incarnò, forse più di altri, la figura di letterato "professionista". Si trasferì a Roma per tentare la fortuna durante l'impero di Domiziano e, in breve tempo, effettivamente si guadagnò nelle recitazioni pubbliche e nelle gare poetiche, il favore del pubblico e dei grandi signori, che divennero suoi protettori. In questo primo periodo compose libretti per mimi, oltre al suo primo poema epico (la Tebaide) ed alcune Silvae (componimenti lirici di circostanza in uno stile facile ed elegante). Negli ultimi anni, abbandonò Roma e fece ritorno in Campania, dove condusse lo stesso genere di esistenza di poeta mondano al servizio dei nobili romani, che in quella regione approdavano in massa per i loro soggiorni primaverili ed estivi, fino a quando morì a Napoli nel 96.
La produzione poetica di Stazio fu abbondante. Comprendeva La Tebaide, opera in 12 libri che narra la lotta fra i due fratelli Eteocle e Polinice per la successione in Tebe al trono di Edipo; l'Achilleide, opera interrotta all'inizio del II libro per la morte del poeta, poema epico sull'educazione e le vicende della vita di Achille in tono più idillico con una forte accentuazione della componente etica; le Silvae, raccolta di 32 componimenti poetici d'occasione divisi in 5 libri, per un totale di circa 3.300 versi, dove ogni libro è preceduto da un'epistola dedicatoria in prosa; il De bello germanico, poema sulle campagne germaniche di Domiziano, andato però perduto; Agave", una pantomima di successo, ricordata da Giovenale.

### Plinio il Giovane

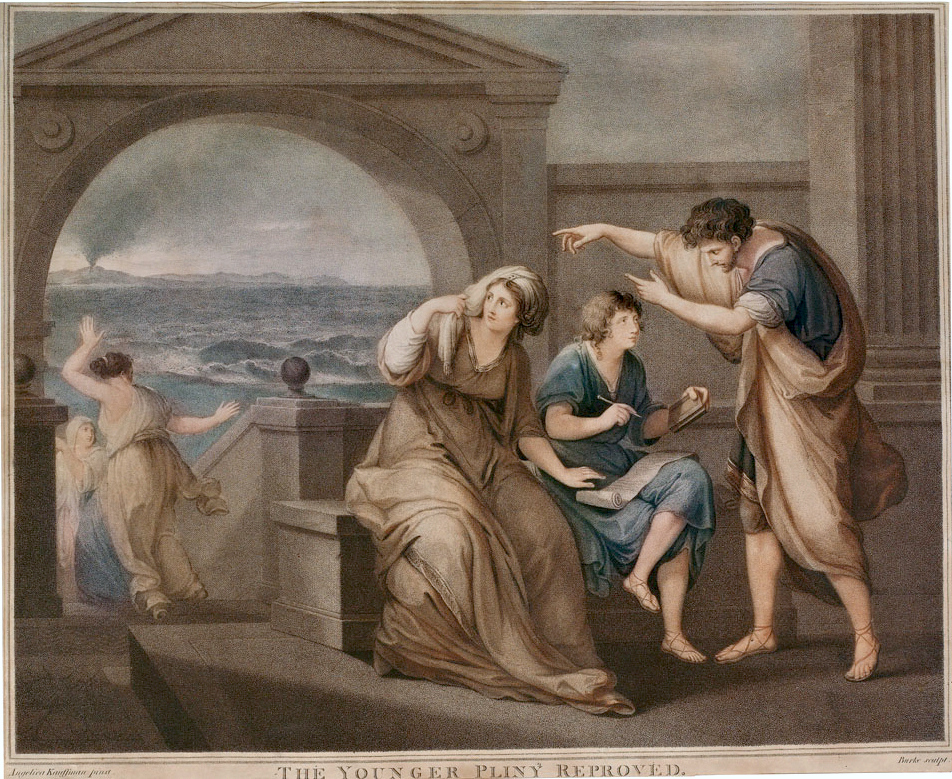
Il giovane Plinio è rimproverato da un amico dello zio. Sullo sfondo l'eruzione del Vesuvio del 79 (Thomas Burke 1749–1815).

Gaio Plinio Cecilio Secondo (61 – post 113) fu uno scrittore e senatore romano, detto Plinio il Giovane per distinguerlo dall'omonimo zio, Plinio il Vecchio. Suo padre morì quando lui era ancora bambino, tanto che Plinio fu affidato ad un amico di famiglia, Virgilio Rufo. In seguito venne adottato dallo zio, Plinio il Vecchio, fratello di sua madre. Studiò a Roma alla scuola di Quintiliano e del retore greco Nicete Sacerdote. Si dedicò principalmente alla retorica e all'avvocatura. S'interessò, grazie all'influenza dello zio, sia allo stile lineare di Cicerone che a quello magniloquente dell'asianesimo. Nel 79 assistette all'eruzione del Vesuvio dal lato opposto del Golfo di Napoli in cui perse la vita il celebre zio.
Iniziò la sua carriera insieme all'amico Tacito percorrendo tutte le tappe del cursus honorum. Tra l'89 e il 90 ricoprì il tribunato della Plebe entrando a far parte dell'ordine senatorio, malgrado provenisse da una famiglia dell'ordine equestre, divenendo di fatto il primo della sua famiglia. Sotto Traiano ricoprì prima la carica di soprintendente del tesoro, poi nel 100 il consolato, per il quale pronunciò in Senato un discorso in favore del suo princeps (Panegirico di Traiano), la cui successiva pubblicazione risultò diversa dall'orazione originale, perché posta a revisione. Nel Panegirico a Traiano, Plinio esaltava la figura del suo imperatore, evidenziando come fosse stretto il rapporto tra senato~Impero in età Flavia e di come questo rapporto fosse di sudditanza per il senato. Il Panegirico appartiene a una più ampia raccolta successiva, denominata Panegyrici latini, che comprende 12 discorsi rivolti a imperatori, tutti risalenti al III-IV secolo d.C.(ad eccezione di quello di Plinio).
Nel 105 ricoprì la carica di Curator delle Acque del Tevere e della Cloaca Maxima (curator alvei Tiberis et riparum et cloacarum urbis). Probabilmente, grazie non solo al proprio talento, ma anche alla propria ricchezza e alle amicizie con i potenti, la sua carriera fu tra le più brillanti, divenendo prefetto dell'erario di Saturno (praefectus aerari Saturni), cioè uno dei magistrati addetti all'Aerarium imperiale o di quello militare (praefectus aerari militaris). Alla fine della sua vita fu governatore in Bitinia come legatus Augusti pro praetore (pur trattandosi di una provincia senatoria) dal 111 al 113, anno in cui probabilmente morì.
L'opera maggiore a noi pervenuta di Plinio è una raccolta di epistole (ben 247), suddivise in nove libri, più altre 121 aggiunte in seguito in un decimo libro (contenente il carteggio che Plinio tenne con l'imperatore Traiano durante il governo della Bitinia), tutte scritte fra il 96 e il 109. Plinio fu, probabilmente, anche poeta, sebbene la sua collezione di liriche non sia giunta a noi, ad eccezione di due frammenti pubblicati fra le sue epistole. Probabilmente, si trattava di poesie scritte in età giovanile.

### Publio Cornelio Tacito

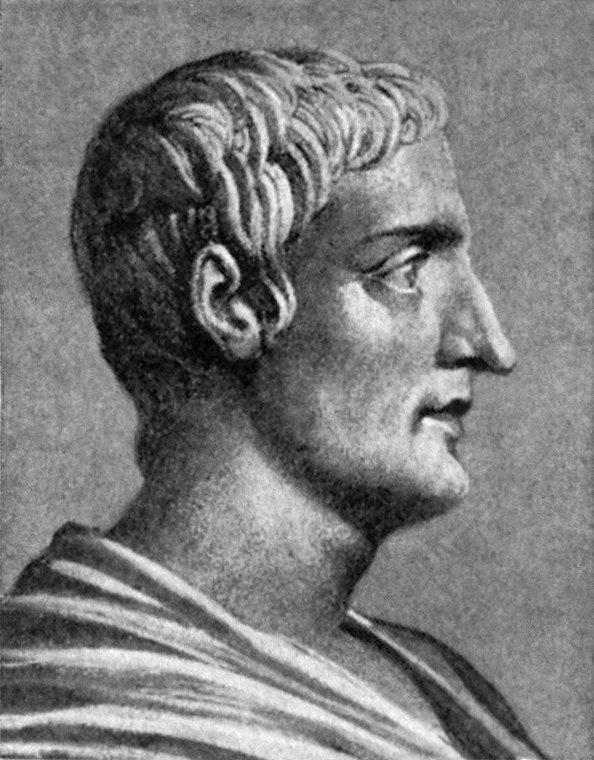
Publio Cornelio Tacito.

Publio Cornelio Tacito nacque nell'anno 55, probabilmente nella Gallia Cisalpina o nella Gallia Narbonense. La sua carriera politica cominciò rapidamente a delinearsi non appena arrivato a Roma, intorno al 75. Nell'88 venne nominato pretore sotto Domiziano, mentre era anche membro del collegio romano dei quindecemviri sacris faciundis. Sposato da poco con la figlia del generale Agricola, Tacito ebbe incarichi fuori Roma dall'89 al 93. Nel 97, durante il regno di Nerva, Tacito fu nominato consul suffectus. È probabile che Tacito sia stato proconsole della provincia d'Asia. La sua morte è databile intorno all'anno 125.
Gli studiosi hanno dibattuto a lungo riguardo all'ordine di pubblicazione delle opere di Tacito; le date tradizionali sono elencate nel seguito:
- 98 - Agricola (De vita et moribus Iulii Agricolae). Si trattava di un elogio del suocero dell'autore, il generale Gneo Giulio Agricola. Comunque, dall'Agricola si desume ben più di una biografia: Tacito vi include una descrizione della Britannia e parole pungenti e frasi taglienti destinate all'imperatore Domiziano.
- 98 - Germania (De Origine et situ Germanorum), è un'opera etnografica sulle tribù germaniche che vivevano al di fuori dei confini romani. L'opera, che contiene sia tratti moraleggianti che politici, ha probabilmente lo scopo di mettere in luce il pericolo rappresentato per Roma da questi popoli, soprattutto da quelli confinanti con l'Impero.
- 101/102 - Dialogo degli oratori (Dialogus de oratoribus). Questo è un commentario sullo stato dell'arte oratoria, come la vede Tacito. È stato sempre ritenuto un'opera spuria o piuttosto un'opera giovanile di Tacito.
- 110 ca. - Historiae. Questo lavoro abbraccia il periodo dalla fine del regno di Nerone alla morte di Domiziano. Sfortunatamente, di quest'opera, composta da 12 (o 14) volumi, i soli libri ancora esistenti sono i primi quattro e una parte del quinto.
- 117/120 - Annales (o Ab excessu divi Augusti). Questa è l'opera finale e più vasta di Tacito. Molti studiosi la ritengono il suo capolavoro. Se sia stata realmente completata o quando sia stata pubblicata è ignoto. Gli Annales riguardano i regni di Tiberio, Caligola, Claudio e Nerone, ricollegandosi là dove Livio aveva smesso la narrazione. Come le Historiae, solo alcune parti degli Annales sono giunte a noi: i libri dal 7 al 10 sono andati perduti, ma anche parti dei libri 5, 6, 11 e 16 sono mancanti. Lo stile di Tacito è molto simile a quello di Sallustio. Frasi corte e acute che vanno dirette al dunque, senza reticenze. La sua affermazione di scrivere la storia sine ira et studio ("senza rabbia né parzialità")[36] non è propriamente vera. Molti dei suoi passaggi trasudano odio verso gli imperatori. Malgrado questo evidente stile partigiano, molto di quello che vuole dire non traspare. La sua abilità oratoria, che fu elogiata dal suo buon amico Plinio, contribuì certamente alla sua indubbia maestria storiografica.

### Autori minori
- Gaio Valerio Flacco (? - 95), poeta, amico di Marziale, nativo di Padova. L'unica opera giunta fino ai nostri giorni è gli Argonautica, dedicata a Vespasiano per le sue conquiste in Britannia. Si trattava di un poema epico in otto libri sulla conquista del Vello d'oro. Il poema ci è stato tramandato incompleto (ma forse rimase incompiuto). Si tratterebbe di una libera rielaborazione dell'opera omonima (Ἀργοναυτικά) di Apollonio Rodio, tradotta in precedenza da Publio Terenzio Varrone Atacino. L'oggetto dell'opera è la glorificazione di Vespasiano per aver reso più sicuro l'impero romano alla frontiera britannica e per avere favorito i viaggi nell'Oceano. Lo stile di Flacco risulta vivace nelle descrizioni e la sua sensibilità e intuito psicologico nella resa dei personaggi, con i loro caratteri e affetti. I suoi versi sono lineari, sebbene monotoni. D'altro canto, egli manca di originalità, e la sua poetica, sebbene libera da grandi difetti, appare artificiosa e troppo elaborata. Il suo modello, anche per quanto riguarda la concezione dell'esistenza, fu Virgilio. Le sue esagerazioni retoriche lo resero difficile da leggere e poco popolare nei tempi antichi, dimenticato nel Medioevo.
- Tiberio Cazio Asconio Silio Italico (25-101), poeta epico. Operò nel Foro come avvocato difensore probabilmente già all'epoca di Claudio. Nel periodo neroniano, sembra esercitò l'avvocatura d'accusa, compresa quella delatoria a favore dell'imperatore. Il beneficio che ne trasse fu il consolato ordinario che esercitò nel 68. Come amico di Vitellio, partecipò alle trattative di questi con il fratello di Vespasiano, Tito Flavio Sabino, che era a Roma con il figlio di Vespasiano, Domiziano. Nel 77 fu proconsole in Asia Minore sotto Vespasiano. Allo scadere del mandato proconsolare, si ritirò dalla vita politica attiva, dedicandosi agli studi e alla stesura del suo  poema storico, i Punica, in diciassette libri, che si ispirava agli Annales di Ennio.
- Gaio Licinio Muciano (floruit 55-70) fu un generale, scrittore e politico romano. Fu alleato di Vespasiano durante la guerra civile nel 69. Non negò mai la sua fedeltà al nuovo imperatore, nonostante la sua arroganza. È menzionato come console effettivo nel 70 e nel 72. Poiché non ci sono pervenute notizie, né letterarie né epigrafiche, che attestino l'operato di Muciano durante i regni di Tito e Domiziano è probabile che egli sia morto durante il regno di Vespasiano, tra il 69 e il 79. Fu un abile scrittore e storico. Realizzò una raccolta di discorsi e lettere di illustri personaggi di epoca repubblicana, includendo probabilmente una serie di atti del Senato (res gesta senatus). Fu l'autore di una memoria che conteneva preziose informazioni sull'Oriente, spesso citate da Plinio il Vecchio, e che includevano miracoli ed eventi inspiegabili.

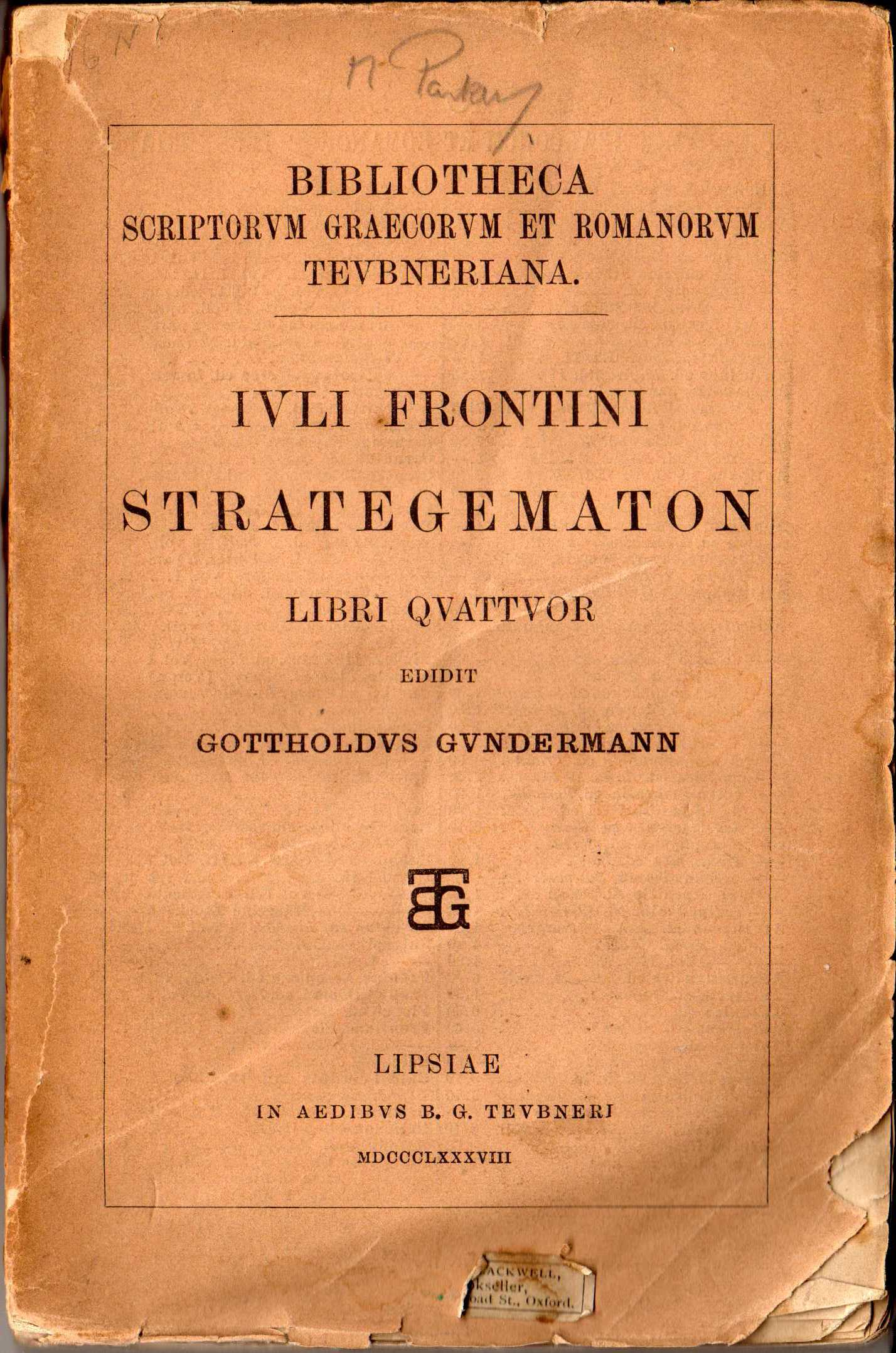
Copertina di un'edizione di fine Ottocento degli Stratagemmi militari di Sesto Giulio Frontino.

- Sesto Giulio Frontino (30/40–103/104), ingegnere, generale e scrittore. Il suo cursus honorum, si delineò come quello di esponente dell'oligarchia senatoria. Fu praetor urbanus nel 70, poi console suffectus nel 74. Inviato in Britannia come governatore negli anni 74-78, sottomise le popolazioni di Siluri e Ordovici.[37] Successivamente divenne proconsole in Asia. Ottenne la carica di Curator aquarum (sovrintendente agli acquedotti di Roma) nel 97, sotto l'imperatore Nerva. Divenne console altre due volte:: ancora suffectus nel 98 e ordinarius nel 100. Morì tra il 103 e il 104, durante il principato di Traiano. Le sue opere principali furono: il De aquis urbis Romae (o De aquae ductu), in due libri, e gli Stratagemata (Stratagemmi militari), caso unico nella letteratura latina, in quattro libri. Tra le sue opere andate perdute è presente un trattato di agrimensura (la disciplina che ha per oggetto la rilevazione, la rappresentazione cartografica e la determinazione della superficie agraria di un terreno, chiamata a Roma gromatica, dalla parola groma, che designava lo strumento usato per queste misurazioni), scritta durante il principato di Domiziano (81-96), in un periodo in cui Frontino abbandonò momentaneamente la carriera politica per dedicarsi principalmente all'attività letteraria, e un'opera dedicata all'arte della guerra, il De re militari.
- Marco Valerio Probo (20-105), filologo e critico letterario romano.
- Gaio Musonio Rufo (30-100 d.C.), filosofo stoico, mandato in esilio sotto Nerone (nel 65), accusato di aver preso parte alla congiura dei Pisoni. Rientrato dopo la morte dell'imperatore, riuscì a guadagnarsi la stima di Vespasiano evitando la cacciata dei filosofi del 71. Pur ignorando le cause di tale evento, è tuttavia probabile una seconda condanna all'esilio intorno all'80. Dopo il suo rientro a Roma, voluto da Tito, le fonti tacciono.
- Emilio Asper (I e II secolo), grammatico e critico letterario;
- Velio Longo (I e II secolo), grammatico e critico letterario;
- Flavio Capro (I e II secolo), grammatico.